# Bunicul automobil (film)

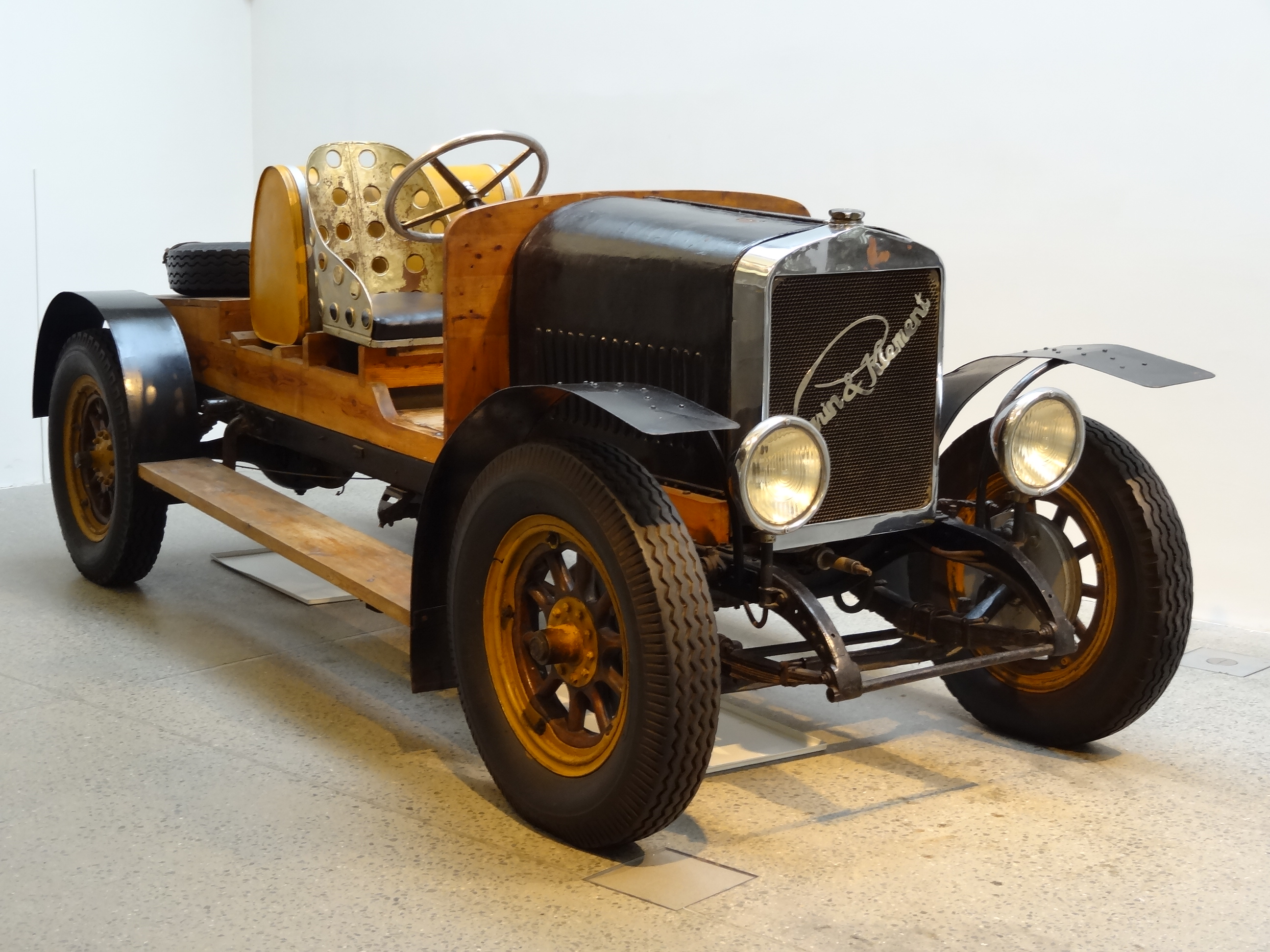
Bunicul automobil „Laurin & Klement” în muzeul Škoda

Bunicul automobil (titlul original: în cehă Dědeček automobil) este un film de comedie cehoslovac, realizat în 1957 de regizorul Alfred Radok, după romanul omonim a lui Adolf Branald care este și scenarist, protagoniști fiind actorii Vladimír Mensík, Ludek Munzar, Raymond Bussières și Ginette Pigeon.
Filmul este dedicat pionierilor raliurilor automobilistice de la începutul secolului XX, povestit cu un umor deosebit de molipsitor. Sunt prezentate atât modele de automobile care astăzi fac parte din categoria Oldtimer (De Dion-Bouton, Laurin & Klement - devenita ulterior Škoda), constructorii acestora și piloții de „raliu” care conduceau aceste automobile sau motociclete . 
Este de remarcat una dintre primele apariții ale cunoscutului regizor Milos Forman, în rolul unui mecanic, totodată ocupând aici și postul de asistent de operator.

## Distribuție
- Raymond Bussières – Marcel Frontenac, mecanic francez
- Ginette Pigeon – Nanette Frontenac, fiica mecanicului
- Ludek Munzar – Frantík Projsa, mecanic
- Radovan Lukavský – Václav Klement, coproprietar al firmei Laurin & Klement
- Jirí Sehnal – Václav Laurin, coproprietar al firmei Laurin & Klement
- Josef Hlinomaz – contele Alexandr Kolovrat, concurent
- Annette Poivre – proprietara de hotel
- Antonín Sura – Václav Vondrich, concurent
- Svatopluk Benes – Jean-Pierre Demeester, concurent
- Oldrich Korte – Mackie Duff, mecanic englez
- Milos Kopecký – marchizul Albert de Dion, concurent, coproprietar al firmei De Dion-Bouton
- Antonín Jedlicka – Georges Bouton, mecanic, coproprietar al firmei De Dion-Bouton
- Miroslav Svoboda – primarul Gaillonului
- Marie Branaldová – soția primarului
- Jirí Hoyer – hangiul din Gaillon
- Josef Cervinka – jurnalist francez
- Olga Svetelská –  stewardesă
- Milos Forman – mecanicul de avioane
- Josef Príhoda – Kadousek, mecanic
- Jindrich Narenta – Gottfried Mayer, concurent
- Jirí Lír – Pierre Charon, mecanic
- Adolf Branald – operator cinematografic
- Jirina Bohdalová – mireasa
- Jaroslav Kucera – Michel Constantini
- Vladimír Menšík – mecanicul italian
- Miroslav Abraham – fotograf
- Václav Wasserman – Louis Goddard
- Karel Pavlík – mecanicul englez
- Milan Mach – mecanic / ceferist
- Miroslav Zounar – Toman, concurent
- Pavel Landovský – nuntașul cu trompetă